# Hamwarde
Hamwarde er en kommune i det nordlige Tyskland, beliggende i Amt Hohe Elbgeest under Kreis Herzogtum Lauenburg. Kreis Herzogtum Lauenburg ligger i delstaten Slesvig-Holsten.

## Geografi
Hamwarde ligger ca. 27 km sydøst for Hamborg, få km nord nor Elben.